# 約翰·希肯盧珀
约翰·希肯卢珀（英語：John Hickenlooper，1952年2月7日—）是美国政治家，曾任科罗拉多州第42任州长。1974年获得卫斯理大学英文文学士，1980年又获得地质学硕士。2003年起担任丹佛市市长，2007年成功连任。2011年1月11日当选为科罗拉多州州长。2021年起担任科羅拉多州联邦參議員。
希肯卢珀生於賓夕法尼亞州的纳伯斯，畢業於衛斯理大學。希肯卢珀於2003年當選丹佛市第43任市長，連任兩屆。2005年，《時代雜誌》將他評為美國五位最佳大城市市長之一。在現任州長比爾·里特表示不再尋求連任之後，希肯卢珀於2010年1月宣布有意競逐民主黨提名。他在無競爭的初選中勝出，並在大選中面對憲法黨提名人汤姆·谭奎多和共和黨提名人丹·梅斯（Dan Maes）。希肯卢珀以51%的得票率勝出，並在2014年連任，擊敗共和黨人鲍勃·布佩雷斯。
作為州長，他在2012年科羅拉多州奧羅拉市發生槍擊案後，引入了普遍背景審查，並禁止使用大容量彈匣。他根據平價醫療法案的規定擴大了醫療補助，使該州沒有保險的人口比例降低了一半。他最初反對大麻合法化，後來逐漸支持其合法化。
他曾於2019年尋求民主黨總統提名，但在初選之前退出。他隨後參加美國參議院選舉，贏得民主黨提名並在大選中擊敗現任共和黨人科里·加德纳。68歲的希肯卢珀成為代表科羅拉多州最年長的首屆參議員。

## 早期生活、教育和事業
希肯卢珀生於賓夕法尼亞州的纳伯斯， 費城郊區主線的一個中產階級地區。他的曾祖父安德鲁·希肯卢珀是聯邦將軍，祖父史密斯·希肯卢珀是美國聯邦法官。他的表弟伯克·B·希肯盧伯是共和黨人，人稱「Hick」，曾於1943年至1945年擔任愛荷華州州長，1945年至1969年擔任美國愛荷華州聯邦參議員。
父親去世後，希肯卢珀自小由母親撫養長大。他1970年畢業於賓夕法尼亞州哈弗福德的一所獨立男校哈弗福德中學（The Haverford School），並獲得國家優異獎學金半決選名單。紐約雜誌報導，當時他的偶像是尼尔·杨、雷·戴維斯和戈迪·豪，而他最討厭的是暴力和「啤酒男孩」。
希肯卢珀曾就讀於卫斯理大学，於1974年取得英語學士學位，並於1980年取得地質學碩士學位。他憶述自己在16歲時第一次吸食大麻，並使用碳酸鋰膠囊來通過期末考試。
1980年代初期，希肯卢珀在科羅拉多州的Buckhorn Petroleum擔任地質學家。Buckhorn被出售後，希肯卢珀於 1986 年下崗。1988年10月，他和五位生意夥伴從數十個親朋好友處籌集了創業資金，並獲得丹佛經濟發展辦公室的貸款後，開設了Wynkoop Brewing Company啤酒屋。Wynkoop是全美最早的啤酒屋之一。到1996年，西字报 (Westword)報導說丹佛的人均釀酒廠數比其他任何城市都多。希肯卢珀聲稱他的餐廳是科羅拉多州第一家提供指定駕駛計畫的餐廳。
1989年，希肯卢珀在丹佛因「酒後駕駛」被捕，並接受社區服務。

## 荣誉

### 外国勋章奖章
- 旭日重光章（日本，2022年4月29日公布[18]）